# Lanterna Verde - Prima missione
Lanterna Verde - Prima missione (Green Lantern: First Flight) è un film d'animazione direct-to-video del 2009 diretto da Lauren Montgomery. Prodotto dalla Warner Bros. Animation e basato sul personaggio dei fumetti DC Comics Lanterna Verde, il film è incentrato sulla prima missione di Hal Jordan, il primo essere umano ad essere arruolato nel Corpo delle Lanterne Verdi. Il film, che fa parte della serie DC Universe Animated Original Movies, è stato scritto da Alan Burnett e prodotto da Bruce Timm. Fu proiettato in anteprima al San Diego Comic-Con il 23 luglio 2009 e uscì negli Stati Uniti cinque giorni dopo. Fu l'ultimo film a cui lavorarono gli attori Malachi Throne e David Lander prima della loro morte, avvenuta rispettivamente il 13 marzo 2013 e il 4 dicembre 2020.

## Trama
Molto tempo fa, i Guardiani dell'Universo, i primi esseri senzienti ad esistere, sfruttarono il potere dell'elemento verde per creare la batteria delle Lanterne Verdi. Tuttavia, la batteria era vulnerabile al colore giallo, l'unica parte dello spettro luminoso che poteva resistere al verde. I Guardiani nascosero la fonte più concentrata di energia gialla, l'elemento giallo, per impedire ad altri di usarlo contro di loro.
Dopo la morte di Abin Sur, diverse Lanterne Verdi giungono per portare il pilota collaudatore della Ferris Aircraft Hal Jordan al Corpo delle Lanterne Verdi su Oa. È supervisionato dall'ufficiale superiore Sinestro, che sta indagando sull'omicidio di Abin. Mentre era sotto copertura sulla nave di Kanjar Ro alla ricerca dell'elemento giallo rubato, Abin era stato attaccato. Fuggendo sulla Terra, aveva ordinato al suo anello di trovare il suo successore ed era morto poco dopo per le ferite riportate. All'insaputa delle altre Lanterne Verdi, Sinestro aveva fornito a Kanjar la posizione dell'elemento affinché lo trasformasse in un'arma di potenza paragonabile alla batteria delle Lanterne Verdi.
Jordan capisce rapidamente che le convinzioni di Sinestro non sono in linea con quelle dei Guardiani: Sinestro crede che i Guardiani abbiano ridotto il Corpo a un semplice raccoglitore di guai creati dai criminali, anziché occuparsi attivamente del problema. Durante una missione per catturare Kanjar Ro, Jordan viene messo KO dal bastone energetico di Kanjar. Sinestro interviene e uccide Kanjar, addossando la colpa a Jordan. Per punizione, i Guardiani gli tolgono l'anello.
Mentre Jordan aspetta di essere riportato a casa, Sinestro usa il suo anello per animare temporaneamente il cadavere di Kanjar, permettendogli di scoprire la posizione di Qward, dove viene forgiata l'arma dell'elemento giallo. Jordan convince le Lanterne Boodikka e Kilowog che Sinestro non è ciò che sembra. Quando colgono Sinestro mentre mette in atto il suo piano, Boodikka rivela la sua vera alleanza e neutralizza Kilowog, permettendo a Sinestro di fuggire. Jordan la inganna facendole distruggere l'instabile bastone energetico di Kanjar, e l'esplosione la scaglia contro gli strumenti appesi al soffitto, uccidendola.
Su Qward, gli Armieri donano a Sinestro l'anello giallo e la batteria. Usandone il potere, distrugge Oa, e la luce gialla sopraffà facilmente gli anelli delle Lanterne Verdi. La batteria gialla distrugge la batteria verde, rendendo inerti tutti gli anelli del potere del Corpo delle Lanterne Verdi e causando la morte per asfissia di innumerevoli Lanterne Verdi che si trovavano nello spazio al momento del guasto dei loro anelli. Jordan, avendo recuperato il suo anello troppo tardi, trova la batteria e colpisce l'elemento verde inerte. Posiziona il suo anello sulla piccola crepa che si forma, assorbendone l'energia. Imbevuto di energia verde, Jordan distrugge la batteria gialla schiacciandola tra due lune.
Dopo aver esaurito gran parte dell'energia verde per distruggere la batteria gialla, Jordan si ritrova a combattere contro Sinestro con le sue sole forze. Dopo un intenso combattimento corpo a corpo senza costrutti, Jordan usa il suo ultimo potere per scagliare Sinestro sulla superficie di Oa, dove Kilowog schiaccia l'anello giallo con il piede. Avendo recuperato in precedenza parte del potere del suo anello, Kilowog si solleva in aria e salva Jordan da una caduta fatale sulla superficie di Oa.
Una volta che Oa è stata ricostruita e la batteria delle Lanterne Verdi ripristinata, i Guardiani concedono a Jordan il privilegio di guidare il Corpo nella recita del giuramento delle Lanterne Verdi. Jordan parte quindi per la Terra per parlare con l'altro suo capo, Carol Ferris, affermando di essere diventato un "pendolare dello spazio".

## Personaggi e doppiatori
| Personaggio                 | Doppiatore originale | Doppiatore italiano |
| --------------------------- | -------------------- | ------------------- |
| Hal Jordan / Lanterna Verde | Christopher Meloni   | Alessandro Rigotti  |
| Sinestro                    | Victor Garber        | Diego Sabre         |
| Boodikka                    | Tricia Helfer        | Paola Della Pasqua  |
| Kilowog                     | Michael Madsen       | Pietro Ubaldi       |
| Tomar-Re                    | John Larroquette     | Daniele Demma       |
| Kanjar Ro                   | Kurtwood Smith       |                     |
| Ganthet                     | Larry Drake          |                     |
| Appa Ali Apsa               | William Schallert    | Antonio Paiola      |
| Ranakar                     | Malachi Throne       | Mario Scarabelli    |

## Produzione
Secondo la regista Montgomery, la storia delle origini di Jordan fu relegata al prologo prima dei titoli di testa poiché era già stata trattata nel film Justice League: The New Frontier e la troupe non voleva sprecare troppo tempo per mostrarla di nuovo. L'animazione fu realizzata dallo studio giapponese Telecom Animation Film.

## Colonna sonora
La colonna sonora del film, composta da Robert J. Kral, fu pubblicata dalla WaterTower Music inizialmente in formato digitale il 1º aprile 2010, e quindi su CD nel 2016.

### Tracce
1. Main Title – 2:06
2. The Ring Chooses Hal – 4:42
3. Hal Meets / The Flight of The Lanterns – 3:46
4. Labella's Club – 3:28
5. Going After Cuch – 3:04
6. The Way I Heard It – 2:19
7. Bugs in the Baggage – 4:14
8. Teleport Pursuit – 2:28
9. Brutal Attack / Fate of Kanjar Ro – 3:50
10. Relinquishing the Ring – 1:16
11. Back From / Boodikka Turns – 5:49
12. Weaponers / Sinestro Transforms – 4:28
13. The New Power Arrives – 2:35
14. The Corps Fights Sinestro – 2:48
15. The Corps Fall – 1:34
16. Revival of the Green Lantern" – 2:25
17. Asteroid Battle – 2:47
18. Ring Against Ring – 3:00
19. The Green Lantern Pledge – 1:03
20. End Credits – 3:00

Durata totale: 60:42

## Accoglienza

### Vendite
Il film ha incassato 6 411 225 dollari dalle vendite nazionali di DVD e 2 080 575 dollari dalle vendite nazionali di Blu-ray, portando i guadagni totali del mercato home video a 8 491 800 dollari.

### Critica
Il film ricevette principalmente recensioni positive dalla critica. Il sito Rotten Tomatoes ha raccolto 8 recensioni di cui 5 positive. Cindy White, scrivendo per IGN, diede al film un voto di 7 su 10 e ne elogiò l'animazione e la regia, ma lamentò il fatto che il film sorvola su gran parte della storia passata di Hal Jordan tratta dai fumetti e manca di sviluppo del personaggio. Anche Erik Amaya di CBR. lo recensì positivamente, affermando che "è una rappresentazione apprezzabile del materiale. Mostra la giusta scala e portata del concept. Illustra i personaggi nella loro luce migliore e, soprattutto, fa desiderare che Lanterna Verde abbia una sua serie animata continuativa".

## Distribuzione

### Edizione italiana
L'edizione italiana del film, a cura di Ludovica Bonanome, fu distribuita sulla piattaforma on demand Premium Net TV di Mediaset Premium nella primavera del 2011. Il doppiaggio fu eseguito dalla Merak Film e diretto da Guido Rutta.

### Edizioni home video
Lanterna Verde - Prima missione fu pubblicato in DVD-Video standard in edizione singolo e doppio disco, insieme a un'edizione Blu-ray Disc, il 28 luglio 2009. I contenuti dell'edizione doppio disco includono alcuni filmati informativi sui personaggi, trailer di altri film della serie, un'anteprima del fumetto La notte più profonda, il download della copia digitale e due episodi di Justice League selezionati da Bruce Timm. L'edizione Blu-ray offre tutti i contenuti dell'edizione doppio disco in definizione standard, oltre a un breve documentario sulle Lanterne Verdi, tre episodi aggiuntivi di Justice League selezionati da Timm e l'episodio di Duck Dodgers "Super papero terrestre".